# Athetis tenuis
Athetis tenuis är en fjärilsart som beskrevs av Butler 1886. Athetis tenuis ingår i släktet Athetis och familjen nattflyn. Inga underarter finns listade i Catalogue of Life.

## Bildgalleri

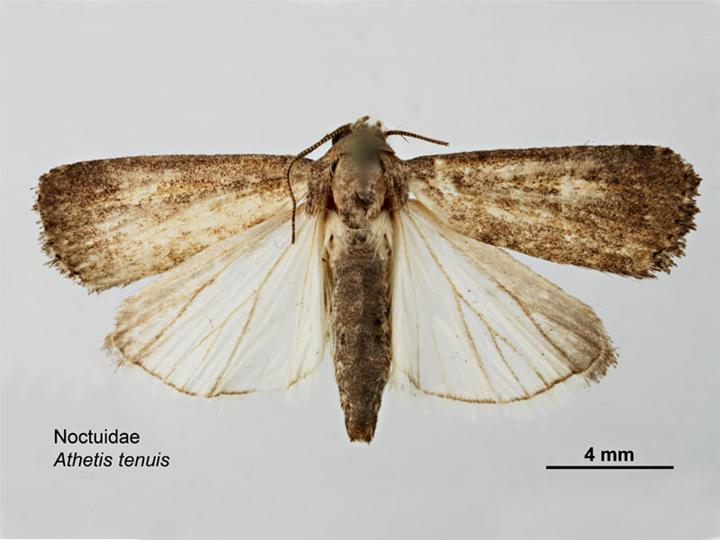
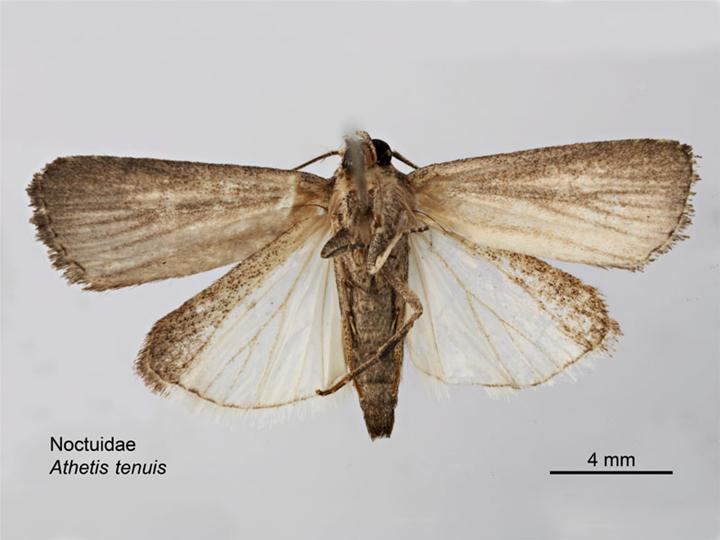